# Un régal de cannibales
Pour plus de détails, voir Fiche technique et Distribution.
Un régal de cannibales (Jungle Jitters) est un cartoon Merrie Melodies réalisé par Friz Freleng en 1938.

## Synopsis

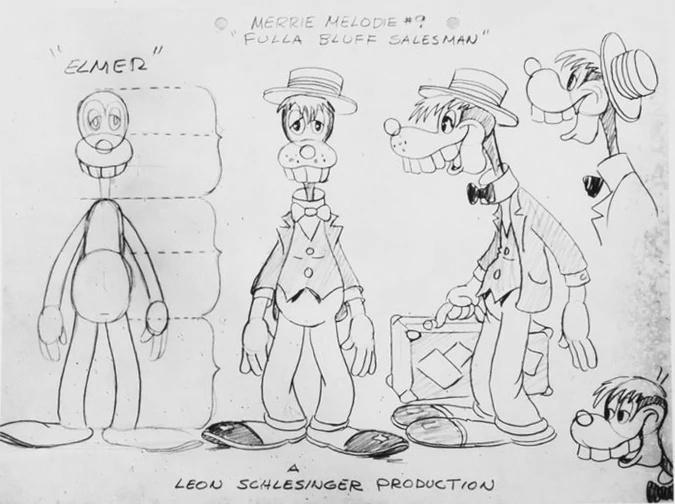
Croquis préparatoires pour le personnage de Manny.

Le film raconte l'histoire du marchand ambulant nommé Manny qui est capturé par des indigènes cannibales.